# Генріх фон Бамбергер
Генріх фон Бамбергер (нім. Heinrich von Bamberger; 27 грудня 1822, Звонарка поблизу Праги, Австрійська імперія — 9 листопада 1888, Відень, Австро-Угорщина) — чесько-австрійський лікар, патолог, професор, доктор медицини.

## Біографія
Освіту здобув в Карловому університеті в Празі та у Віденському університеті. Був учнем Йозефа Шкоди і Карла Рокітанскі. Після закінчення навчання поступив на службу до Празького громадського госпіталю, з 1850 по 1854 був асистентом при клініці Оппольцера у Відні, а в 1854 році переїхав до Вюрцбурга, отримав посаду професора Вюрцбурзького університету, працював в медичній клініці, був головним лікарем госпіталю.
Після смерті Оппольцера, у 1872 році Генріх фон Бамбергер був призначений директором медичної клініки у Відні. У тому ж році став професором Віденського університету.

## Наукова діяльність
Бамбергер — фахівець в області дихальної та серцево-судинної патології, провів дослідження захворювань перикарда, серцевих м'язів та ін. Одним із перших описав гематогенну альбумінурію, уремічний перикардит і періодичний полісерозит.
Завдяки його дослідженням, його іменем названо:
- хвороба Бамбергера (судомні ураження м'язів нижніх кінцівок);
- симптом Бамбергера (пульсація яремної вени при недостатності тристулкового клапана серця);
- періостоз Бамбергера-Марі (системне ураження трубчастих кісток, яке може розвиватися при хронічних хворобах (частіше легенів або серця), що викликає гіпоксію.

У 1857 Генріх фон Бамбергер опублікував «Lehrbuch der Krankheiten des Herzens», один із перших підручників про патології серця. З наукових праць фон Бамбергера найбільшої уваги заслуговують наступні:
- «Krankheiten des chylopoёtischen Systems» (1855, 2 вид., Ерланген, 1864, становить 1 розділ 6-томного видання «Handbuch der speziellen Pathologie und Therapie»);
- «Lehrbuch der Krankheiten des Herzens» (Відень, 1857);
- «Über Bacon von Verulam, besonders vom mediz. Standpunkte» (Вюрцбург, 1865).

Крім того, Генріх фон Бамбергер періодично публікував свої доробки у головних медичних німецьких журналах.